# HD 154672 b
HD 154672 b는 제단자리 방향으로 지구로부터 약 215 광년 떨어진 곳에 있는 항성 HD 154672 주위를 도는, 외계 행성이다. 최소 질량은 목성의 대략 5배 정도, 항성과의 거리는 지구~태양 거리의 60 퍼센트 수준이다. 2008년 9월 5일 라스 캄파나스 천문대에서 발견되었다.
이 행성의 궤도 이심률은 크기 때문에 항성을 1회 공전하면서 상층부 대기에 극심한 기후 변화를 겪을 것이다(온도 변화량이 300 켈빈에 이른다). 항성에 가장 가까워질 때 행성의 대기는 600 켈빈까지 가열될 것이다. 만약 HD 154672 b의 대기에 물이 존재한다면, 별로부터 멀어졌을 때는 응결되어 구름 형태로 존재하다가, 가까워질 때는 기체로 변환되는 과정을 반복할 것이다.

## 참고 문헌
- (영어) Mercedes Lopez-Morales 연구진 (2008). “Two Jupiter-Mass Planets Orbiting HD 154672 and HD 2057391”. arXiv:0809.1037v1 [astro-ph].